# Txervliónnie Buruni
Txervliónnie Buruni (en rus: Червлённые Буруны) és un poble de la república del Daguestan, a Rússia. Segons el cens del 2010 tenia 2.066 habitants.